# NGC 3793
NGC 3793 is een ster in het sterrenbeeld Grote Beer. Het hemelobject werd in 1882 ontdekt door de Duits astronoom Ernst Wilhelm Leberecht Tempel.